# Forme fruste
En médecine, une forme fruste est une manifestation atypique ou atténuée d'une affection, par opposition avec l'expression forme pleine.